# ميلتون ألفيس دا سيلفا
ميلتون ألفيس دا سيلفا (بالبرتغالية: Nílton Alves da Silva‏) هو لاعب كرة قدم برازيلي في مركزي الوسط والدفاع، ولد في 16 أكتوبر 1931 في بورتو أليغري في البرازيل، وتوفي في 1973 في ساو باولو في البرازيل. شارك مع منتخب البرازيل لكرة القدم. أما مع النوادي، فقد لعب مع بنيارول وريفر بليت ونادي إنترناسيونال ونادي بالميراس.

## وصلات خارجية
- ميلتون ألفيس دا سيلفا على موقع الاتحاد الأوربي (الإنجليزية)